# Kolczakówka piekąca

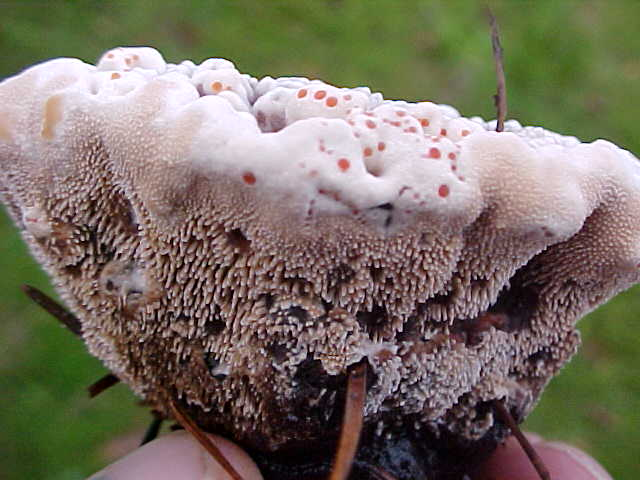

Kolczakówka piekąca (Hydnellum peckii Banker) – gatunek grzybów należący do rodziny kolcownicowatych (Bankeraceae).

## Systematyka i nazewnictwo
Pozycja w klasyfikacji według Index Fungorum: Hydnellum, Bankeraceae, Thelephorales, Incertae sedis, Agaricomycetes, Agaricomycotina, Basidiomycota, Fungi.
Synonimy:

- Calodon diabolus (Banker) Snell 1956
- Calodon peckii (Banker) Snell & E.A. Dick 1956
- Hydnellum diabolus Banker 1913
- Hydnellum rhizopes Coker 1939
- Hydnum diabolus (Banker) Trotter 1925
- Hydnum peckii (Banker) Sacc. 1925

Nazwę polską zaproponował Władysław Wojewoda w 2003 r.

## Morfologia
Kapelusz
Pilśniowaty, biały i z krwistoczerwonymi kroplami wodnistej wydzieliny. Barwa z wiekiem rdzawobrązowa i ciemniejąca do brązowoczarnej, w miejscach uciśniętych powoli czernieje. Początkowo wierzch wypukły, potem płaski, w końcu wklęśnięty pośrodku. Powierzchnia guzkowata, promieniście bruzdowana, z odstającymi zaostrzonymi łuskami. Kolce białe, z wiekiem purpurowobrązowe, gęste, zbiegające po trzonie; do 5 mm długości.
Trzon
Rdzawobrązowy, czerwonobrązowy, cylindryczny, pełny; powierzchnia pilśniowata.
Miąższ
Różowy do rdzawobrązowego, koncentrycznie strefowany, z wieloma czarniawymi kropkami; korkowaty. Smak palący, ostry. Zapach słaby, kwaskowaty.

## Występowanie i siedlisko
Opisano występowanie tego gatunku w Ameryce Północnej, Europie i Azji. W Polsce do 2020 r. podano 16 stanowisk. Aktualne stanowiska podaje także internetowy atlas Polski. W latach 1995–2004 był pod ochroną częściową, od roku 2004 objęty ochroną ścisłą bez możliwości zastosowania wyłączeń spod ochrony uzasadnionych względami gospodarki rolnej, leśnej lub rybackiej. Znajduje się na Czerwonej liście roślin i grzybów Polski. Ma status E – gatunek wymierający. Znajduje się na listach gatunków zagrożonych także w Danii, Niemczech, Anglii, Holandii, Słowacji.
Grzyb ektomykoryzowy, współżyjący głównie z sosną i świerkiem. Rośnie pojedynczo lub w grupach w górskich lasach iglastych, na ziemi, ale czasem również na opadłych szyszkach, od lata do jesieni.

## Gatunki podobne
Kolczakówka kasztanowata (Hydnellum ferrugineum), która ma miąższ o łagodnym smaku.